# Pistole Walther
Le pistole Walther, in lingua tedesca Walther-Pistolen, sono armi da fuoco corte (in lingua tedesca: Handfeuerwaffen - "armi da fuoco da mano") del costruttore tedesco Carl Walther GmbH e basate sugli studi dei figli del fondatore della impresa Carl Wilhelm Freund Walther (1858-1915) e Fritz Walther.

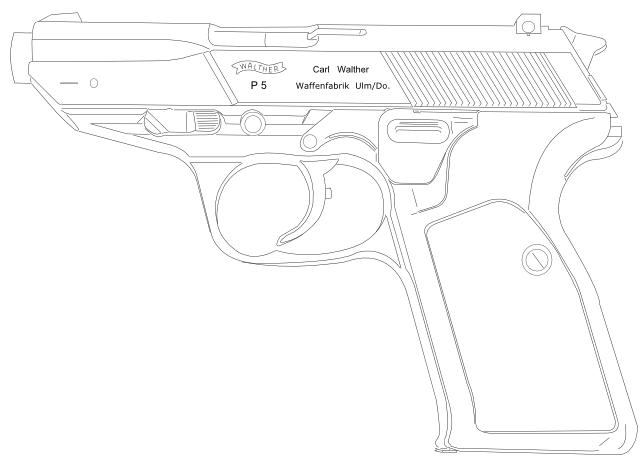
Disegno della semiautomatica Walther P5

## Storia

### Dalla Modell 1 alla Modell 9
Nel 1907 Fritz Walther, uno dei cinque figli del fondatore dell'azienda, progettò la prima di una serie di pistole da tasca (Westentaschenpistole) in calibro 6,35 mm. Nel 1908 il padre Carl Walther e il figlio Fritz Walther produssero la pistola „Modell 1“. Nel 1909 produssero la „Modell 2“. Nel 1910 venne messa in produzione la „Modell 3“ e la „Modell 4“. Dopo la morte di Carl Walther, nel 1915, il figlio Fritz, assieme al fratello Georg e Hans prese la guida dell'azienda. Il passo verso le armi per uso militare fu fatto dai Walther nel 1915 con la „Modell 6“ in calibro 9x19 mm. La „Modell 6“ è costruttivamente una „Modell 4“ più grande. Dal 1917 venne prodotta la „Modell 7“ pensata per pistola da tasca (Taschenpistole) d'ordinanza per ufficiali e con il calibro più piccolo 6,35 mm. Con la fine della prima guerra mondiale nel 1918 i Walther presero una pausa e nel 1920 iniziarono con nuove costruzioni. La prima del dopoguerra fu la „Modell 8“, la progenitrice delle successive Walther PP. La pistola in calibro 6,35 mm la prima a indicare il modello Walther sulla slitta. Nel 1921 viene prodotta la „Modell 9“. Questo modello fu la più piccola della serie e rimase in produzione fino al 1945.

### Walther PP
Le Walther Polizei-Pistolen Modelle „Walther PP“ e la „Walther PPK“ furono le prime senza problemi all'azionamento (Double-Action), e furono maneggevoli e ben rifinite nella costruzione. Ecco il motivo per cui divennero famose nel mondo, non solo come pistole d'ordinanza ma anche tra i privati. Prima, durante e dopo la seconda guerra mondiale si trovano i modelli PP e PPK in diversi paesi limitrofi alla Germania come pistole di Polizia. Date le prove di balistica terminale del piccolo calibro le forze di polizia chiamarono la pistola „Waltherchen“ e in uso fino al 1972 presso la Polizia Federale di Germania. La forma compatta e l'affidabilità fecero della pistola un'arma in uso a cacciatori.

#### Walther PP
Nel 1929 Fritz Walther con la produzione della pistola con sicura Walther PP (Walther Polizei-Pistole) irruppe nel settore armiero. Fino ad allora le pistole con sicurezza vennero trascurate dai progettisti. La „Walther PP“ rivoluzionò il mercato con le sue caratteristiche, a tal punto da far considerare tutte le altre già presenti sul mercato come obsolete.

#### Walther PPK
Dopo il successo della Walther PP in molti paesi d'Europa, la Walther nel 1931 a Zella-Mehlis ideò la Walther PPK (Walther Polizei-Pistole-Kriminal). In modo erroneo viene chiamata anche Polizei-Pistole-Kurz (in lingua italiana: corta). Giusto è che la PPK sia una variante compatta della PP e atta a essere portata nelle fondine della Kriminalpolizei. Molto nota è per il suo utilizzo come arma personale dell'agente segreto britannico James Bond, così come altri modelli Walther negli ultimi episodi della serie cinematografica.

### Walther Sportpistole 1932
Nel 1932 viene creato il modello precursore della Walther Olympia (1936), vincitrice di una medaglia d'argento ai giochi della X Olimpiade di Los Angeles. L'impugnatura della Walther Sportpistole del 1932 corrisponde a quella della „Walther Modell 6“.

### Walther Olympia
Nel 1936 presso gli impianti olimpici di Berlino-Wannsee, con il miglioramento del modello del 1932, vengono vinte cinque medaglie olimpiche. Dagli anni '80 è prodotta dalla cinese „China North Industries Corporation“ una riproduzione a nome „Norinco TT Olympia“, che si trova ancora come arma usata sul mercato.

### Walther Armeepistole (AP)
Nel 1935 viene creata la Walther Armeepistolen per l'uso presso la Wehrmacht. Il disegno moderno prevedeva una ricarica per rinculo con corsa breve, otturatore oscillante e valvola interna. Non prevedeva sicura, così come i modelli migliori successivi come la „Walther P38“. Della Walther Armeepistole vennero prodotte solo pochi esemplari con numero serie che arrivò a „055“. Pistole fino al numero serie „010“ ebbero una canna più lunga e calcio.

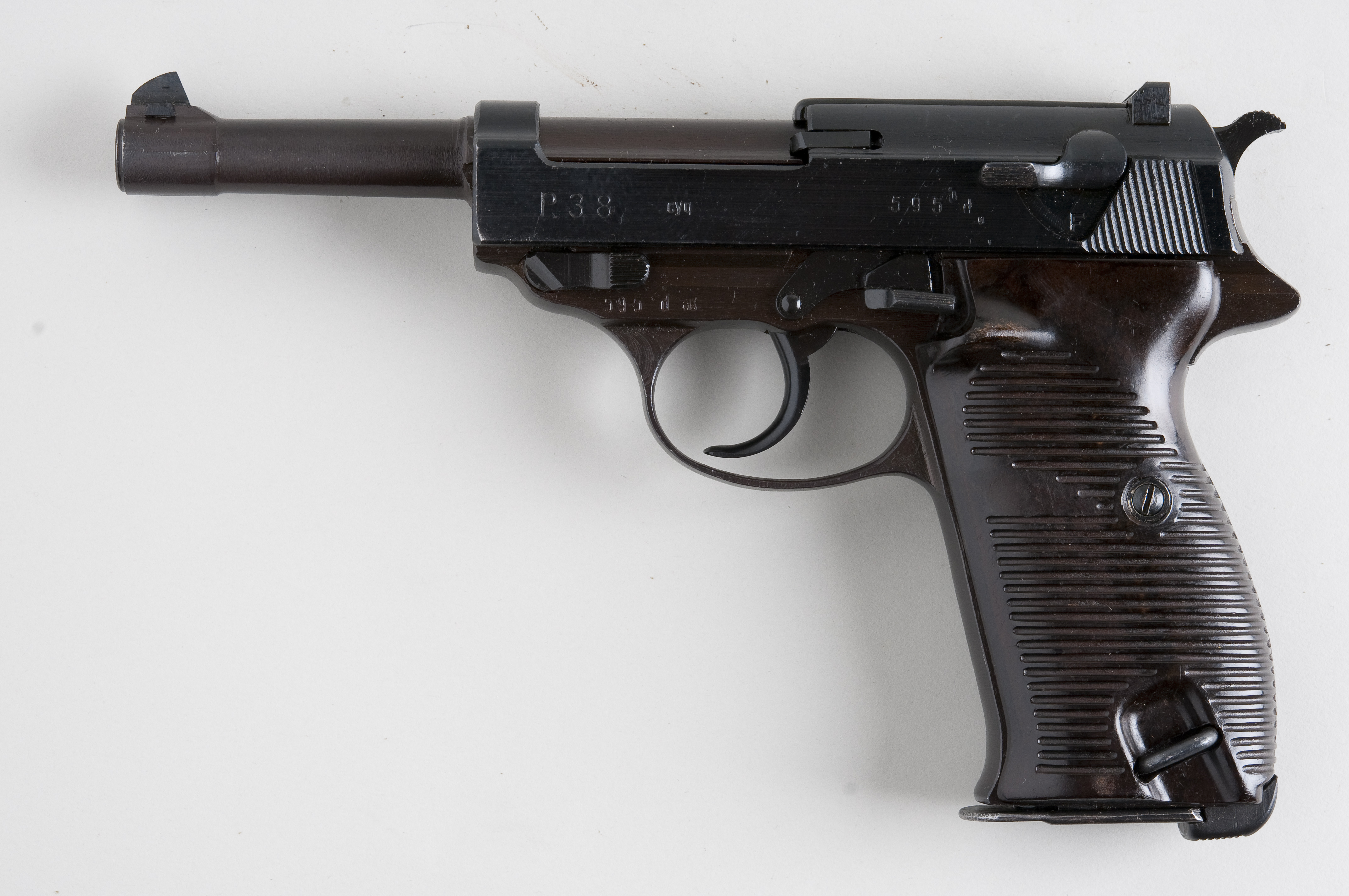
Walther P38

### Walther P38
Nel 1938 venne creata con l'otturatore oscillante della Walther Armeepistole, la Walther P38 per la Wehrmacht. Venne pensata per sostituire la Luger P08 come arma d'ordinanza, ma fino alla fine della guerra nel 1945 non fu possibile consegnarla.

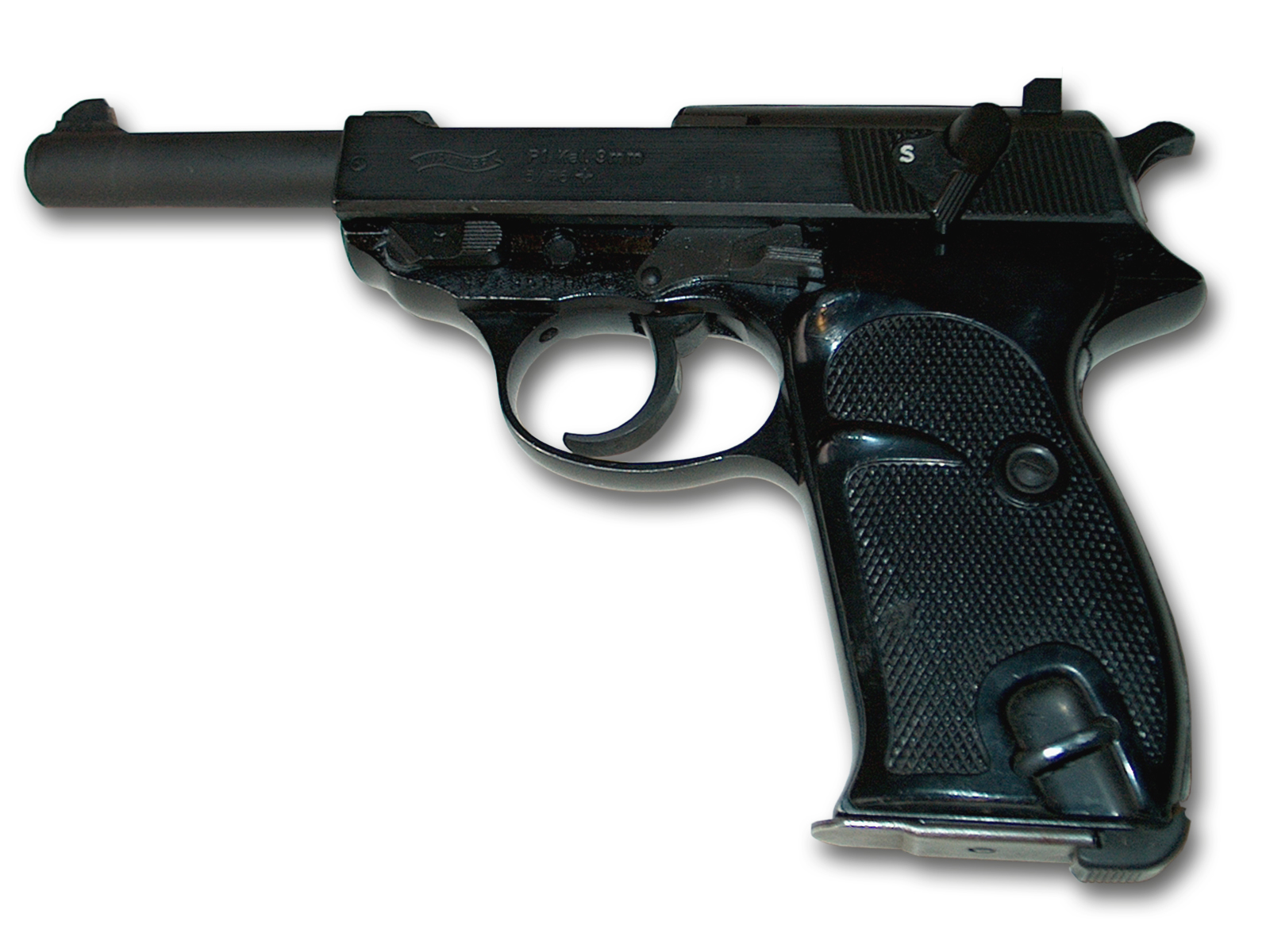
Walther P1

### Walther P1
Dopo la seconda guerra mondiale, dal 1957, la Walther P38 divenne la pistola d'ordinanza Bundeswehr, sotto la designazione Walther P1. Rispetto alla vecchia Walther P38 la P1 ebbe guancette di metallo zigrinate e modifiche marginali al percussore e nella sicurezza. La P1 venne usata fino agli anni 2000 nella Bundeswehr.

### Walther P4
La „Walther P4“ fu il modello per la Polizia e variante della militare „Walther P1“, con guancette in alluminio e canna più corta. Essendo la componentistica uguale alla „Walther P38“, la pistola fu nota anche come „Walther P38 IV“. Un'altra variante con poche modifiche fu la „Walther P38K“, con differenze minime dalla P4. La canna era più corta. Un modello simile fu fornito alla Gestapo.

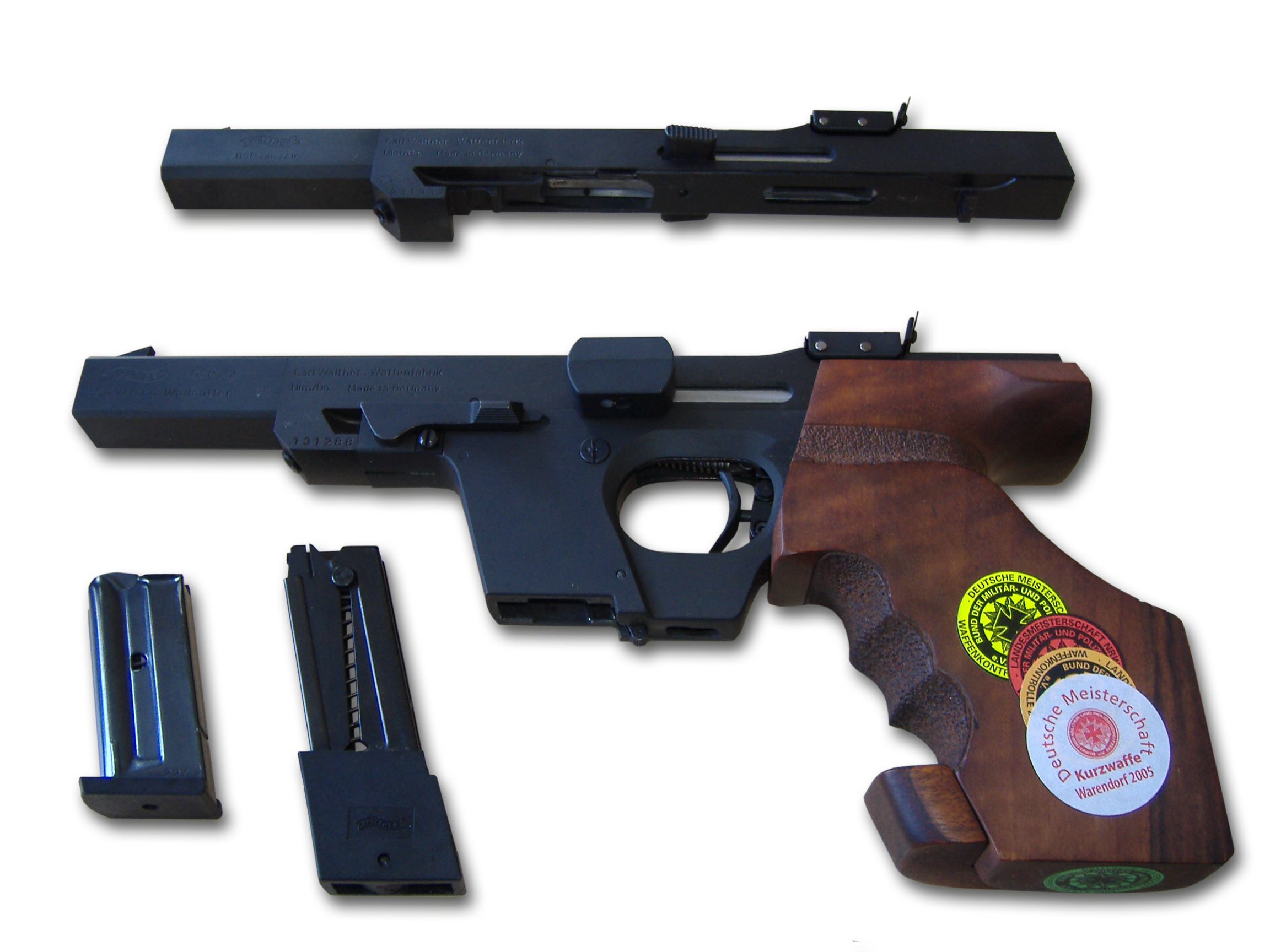
Walther GSP

### Walther GSP / OSP
Per le Olimpiadi nel 1961 Walther per la disciplina creò la „olympische Schnellfeuerpistole“ Walther OSP. Nel 1968 la Sportpistole Walther GSP (Gebrauchs-Standardpistole). La Walther OSP fu creata solo per una specialità, mentre la Walther GSP era un sistema modulare, personalizzabile nel calibro, calci per discipline diverse. L'ultima variante fu la GSP Expert.

### Walther TP
Nel 1962 viene presentata la Walther TP (Taschenpistole). L'arma con calcio nascosto poteva essere tenuta in tasche di pantaloni.

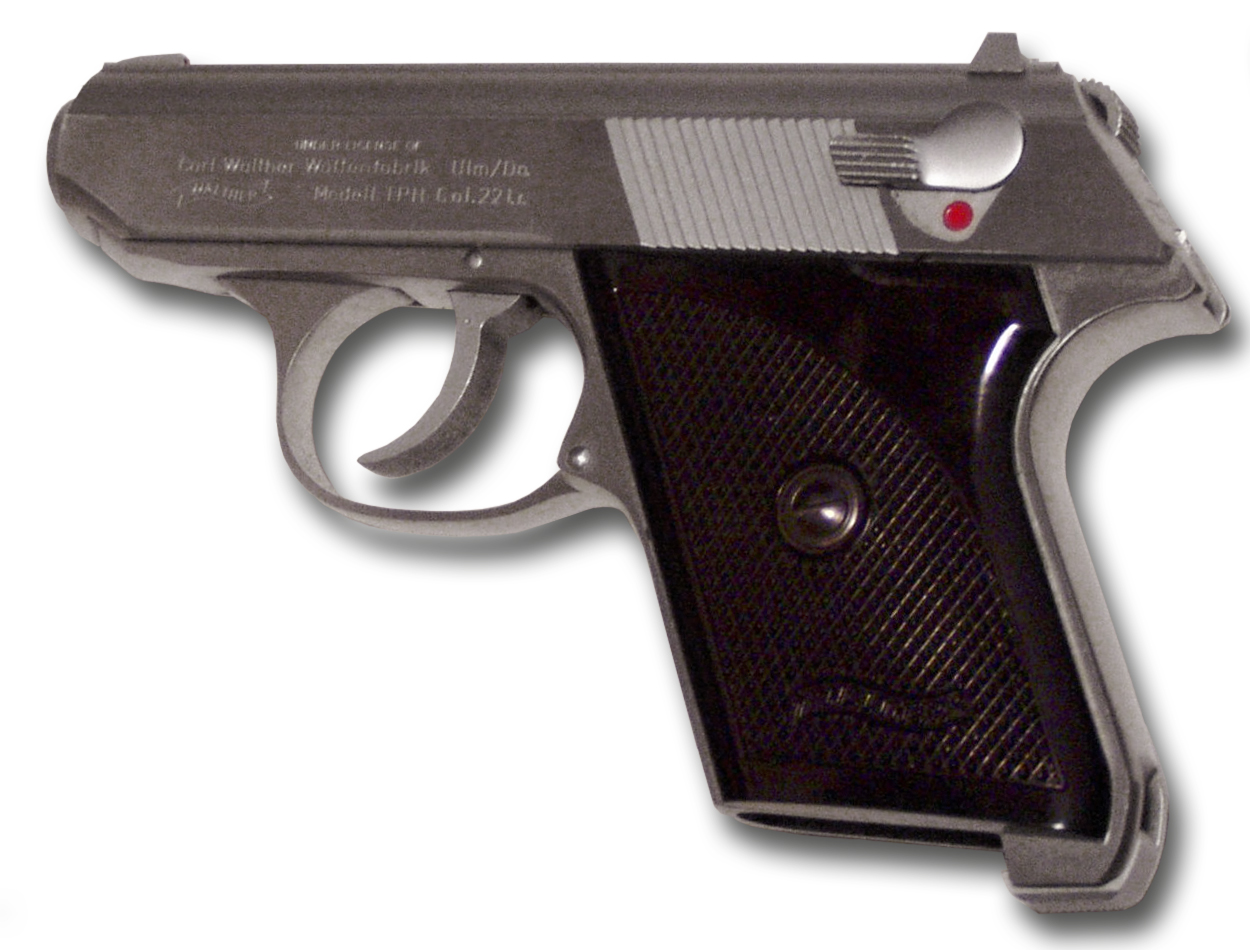
Walther TPH

### Walther TPH
Nel 1968 Walther migliora il concetto di Taschenpistole. Viene creata la Walther TPH (Taschenpistole Hahn), basata sulla concezione della Walther PP, aspetto simile tra loro, con leva rilascio caricatore alla base del calcio.

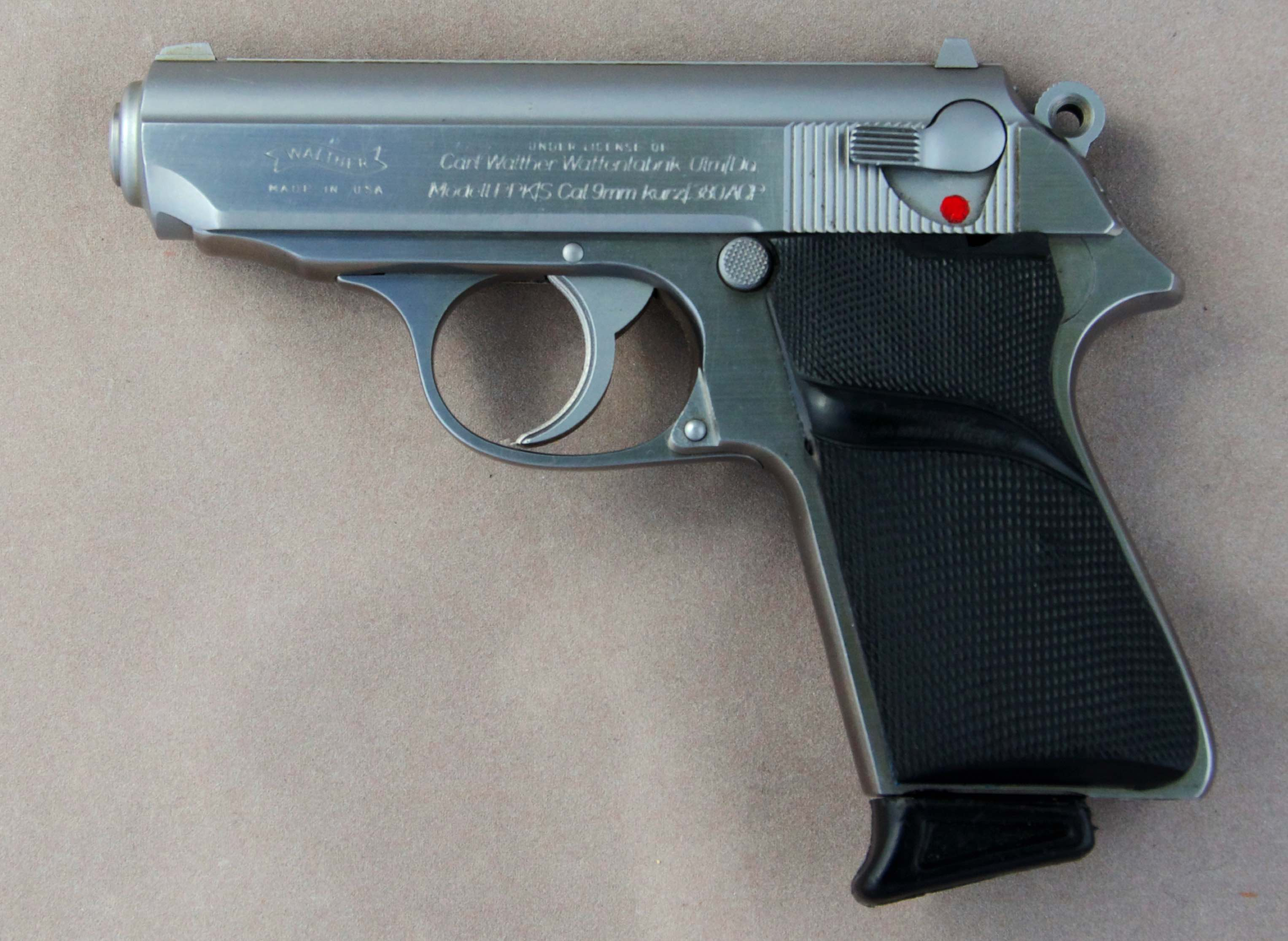
Walther PPK/S

### Walther PPK/S
Variante per l'importazione statunitense, dai primi anni settanta, come conseguenza della legge GCA68 del 1968, dove il fusto era quello della PP, mentre la canna ed il carrello-otturatore erano della PPK, e con in più piccole varianti meccaniche; in calibro 9mm kurz o .380 ACP.. Disponibile anche in acciaio inox e dal 1983 fu prodotta in USA dalla Interarms.

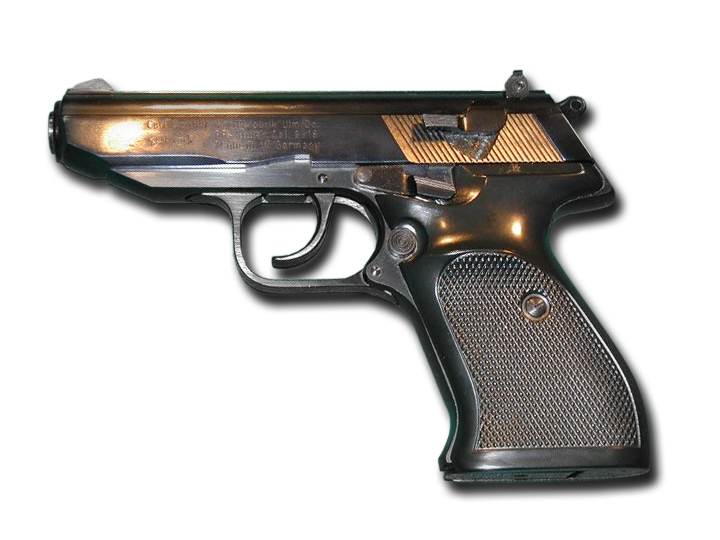
Walther PP Super

### Walther PP Super
Dal 1973 venne prodotta la variante Walther PP Super, in calibro 9 × 18 mm Police, con tecnica della Walther P5. La produzione fu impostata nel 1979.

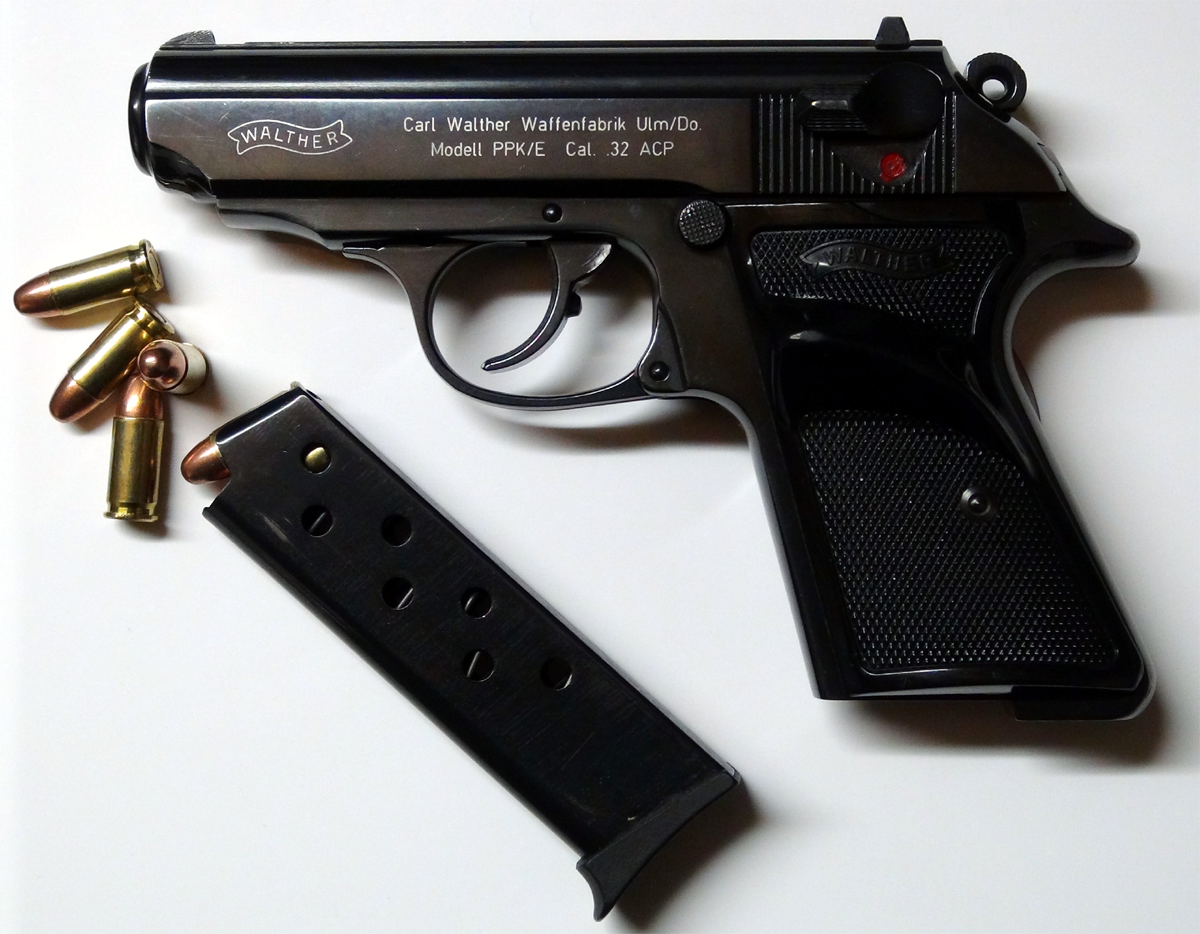
Walther PPK/E

### Walther PPK/E
La variante PPK/E fu annunciata nel 2000 alla Internationale Waffen-Ausstellung (IWA) di Norimberga, come versione ammodernata, simile alla PPK/S, dove E sta per Europa, con finiture di pregio (anche meccaniche) e lucidatura blu, in calibro .32 ACP o 7,65 × 17 mm Browning, ma disponibile anche in .22 LR e in .380 ACP. Produzione concessa in licenza alla ungherese FEG (Fegyver- és Gépgyár).

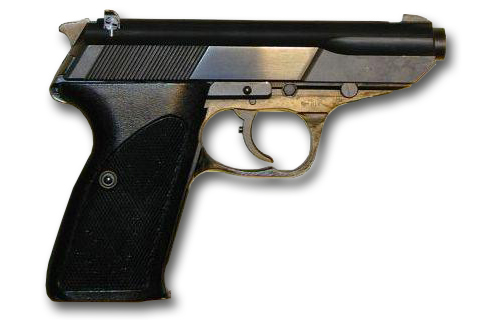
Walther P5

### Walther P5
Alla metà degli anni '70 vi furono richieste da parte dei corpi di Polizia per armi più potenti 9 × 19 mm. Walther presentò la Walther P5, disponibile in tre calibri come Walther P5, P5L (lang) e P5 Compact. In Germania ebbe un discreto successo, all'estero non riuscì a convincere corpi di Polizia o unità militari.

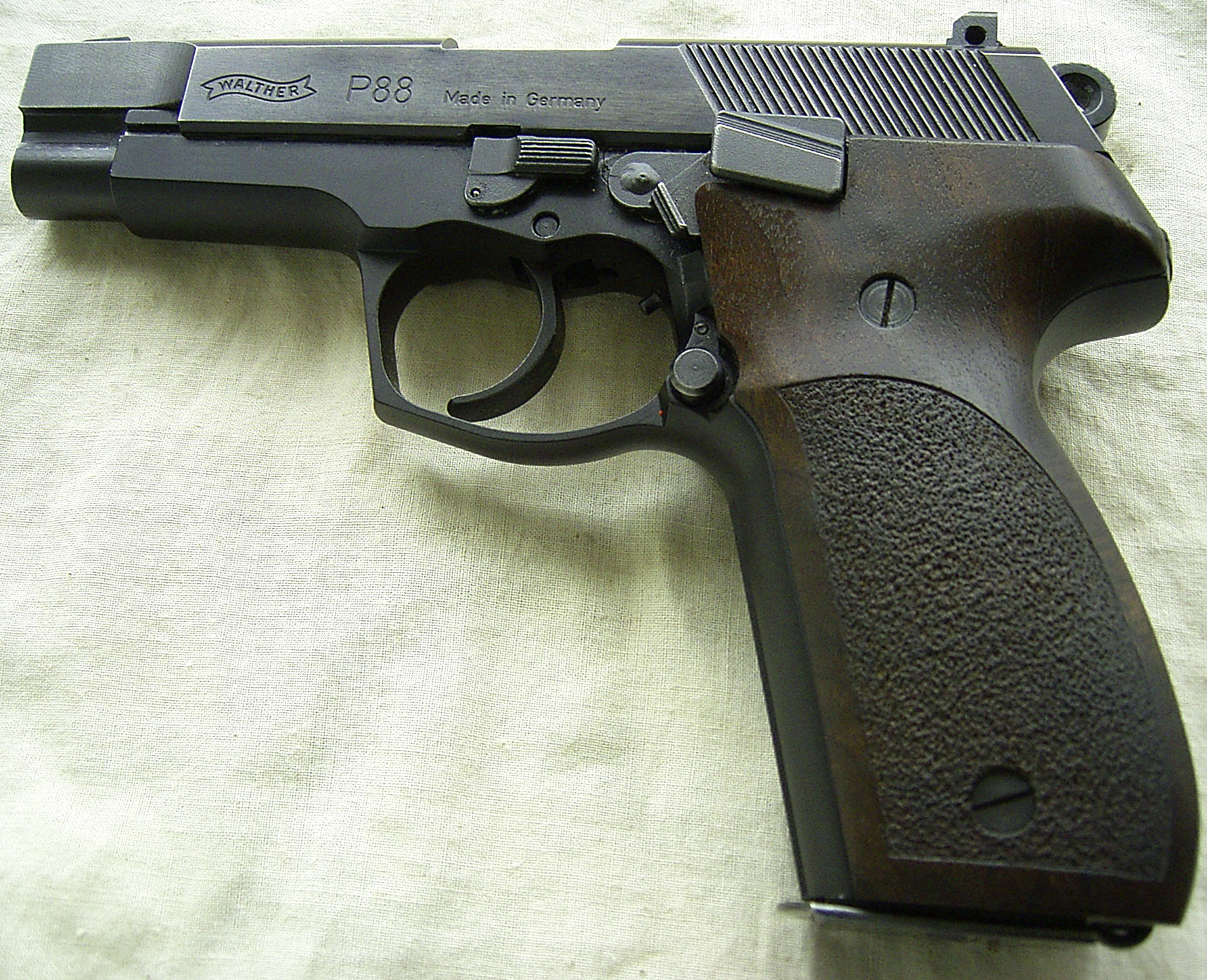
Walther P88

### Walther P88
Nel 1986/87 la Walther commercializzò la Walther P88, moderna pistola per corpi di Polizia e militari. Come altri modelli dell'epoca l'otturatore era simil Browning-Petter-SIG-System. La designazione „88“ fu data per il giubileo dei 50 anni della Modell P38. La Walther P88 venne prodotta anche nelle varianti P88 Compact e P88 Competition.

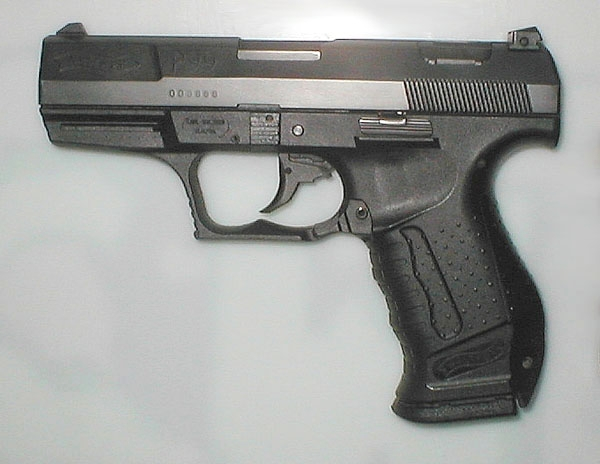
Walther P99

### Walther P99
Lo sviluppo conseguente della P88 avvenne nel 1996 con al produzione della Walther P99. Anch'essa pensata per corpi di Polizia e unità militari in diverse varianti.

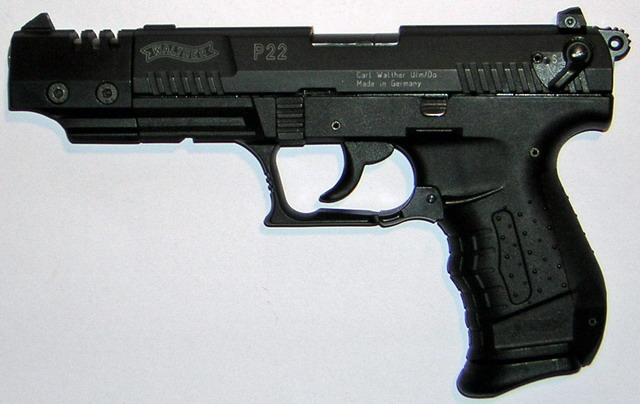
Walther P22 Target

### Walther P22
Nel 2001 viene presentata la variante della Walther P99 in calibro ridotto Walther P22. La pistola identica visivamente alla P99. Diverse varianti disponibili compresa la versione con silenziatore.

### Walther SSP
Nel 2005 la Walther SSP viene commercializzata. La pistola ad uso sportivo fu un nuovo concetto diverso dalle precedenti, per diverse discipline olimpioniche di tiro al bersaglio.

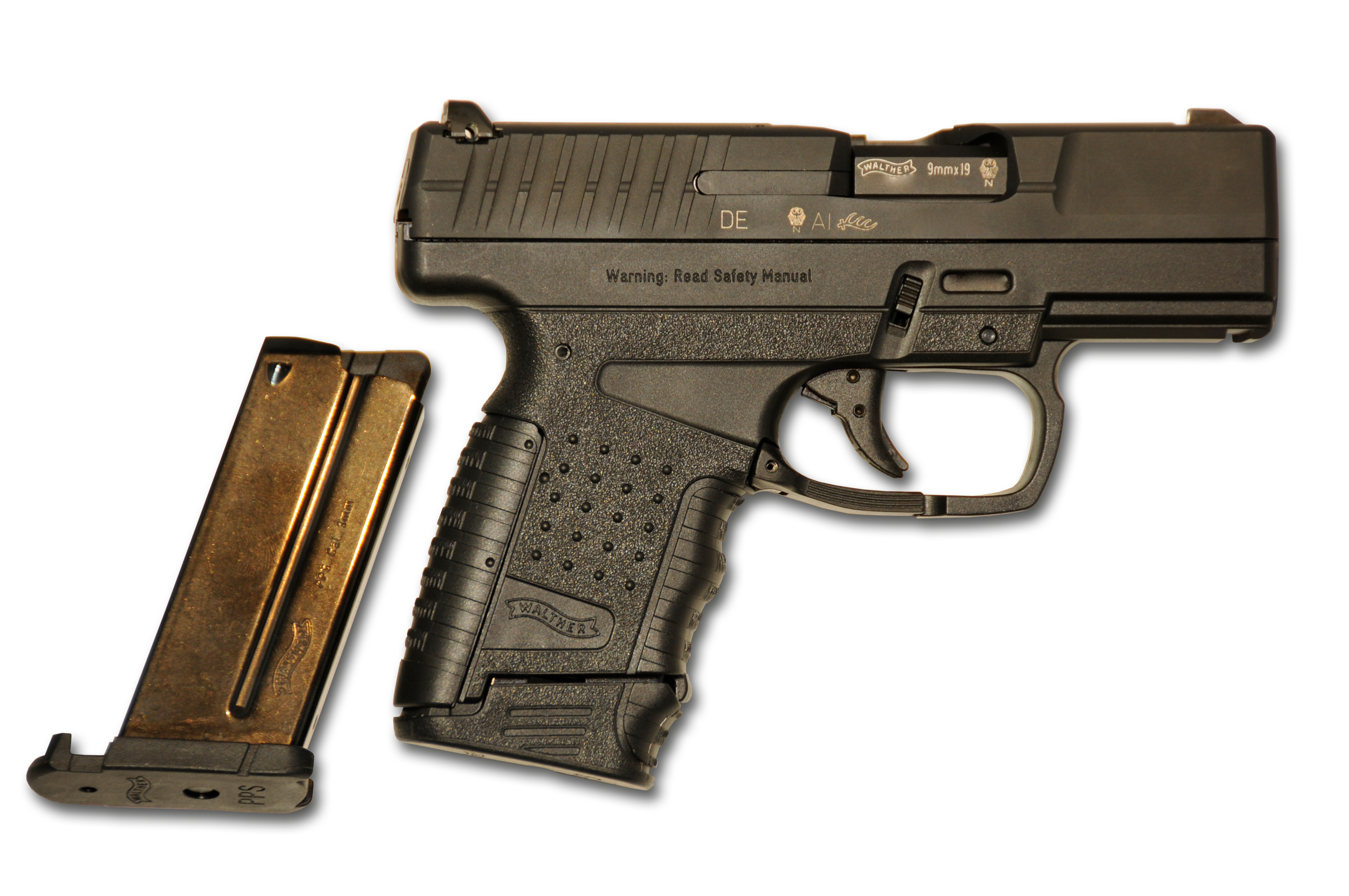
Walther PPS

### Walther PPS
Nel 2007 viene presentata la Walther PPS variante corta che richiama la Walther PPK. PPS sta per (DE) Polizei-Pistole Schmal / (EN) Police Pistol Slim. La pistola ha quasi le stesse dimensioni della Walther PPK ma con prestazioni più elevate rispetto alla blasonata precedente grazie al calibro 9 x 19 mm e .40 S&W.

### Walther SP22

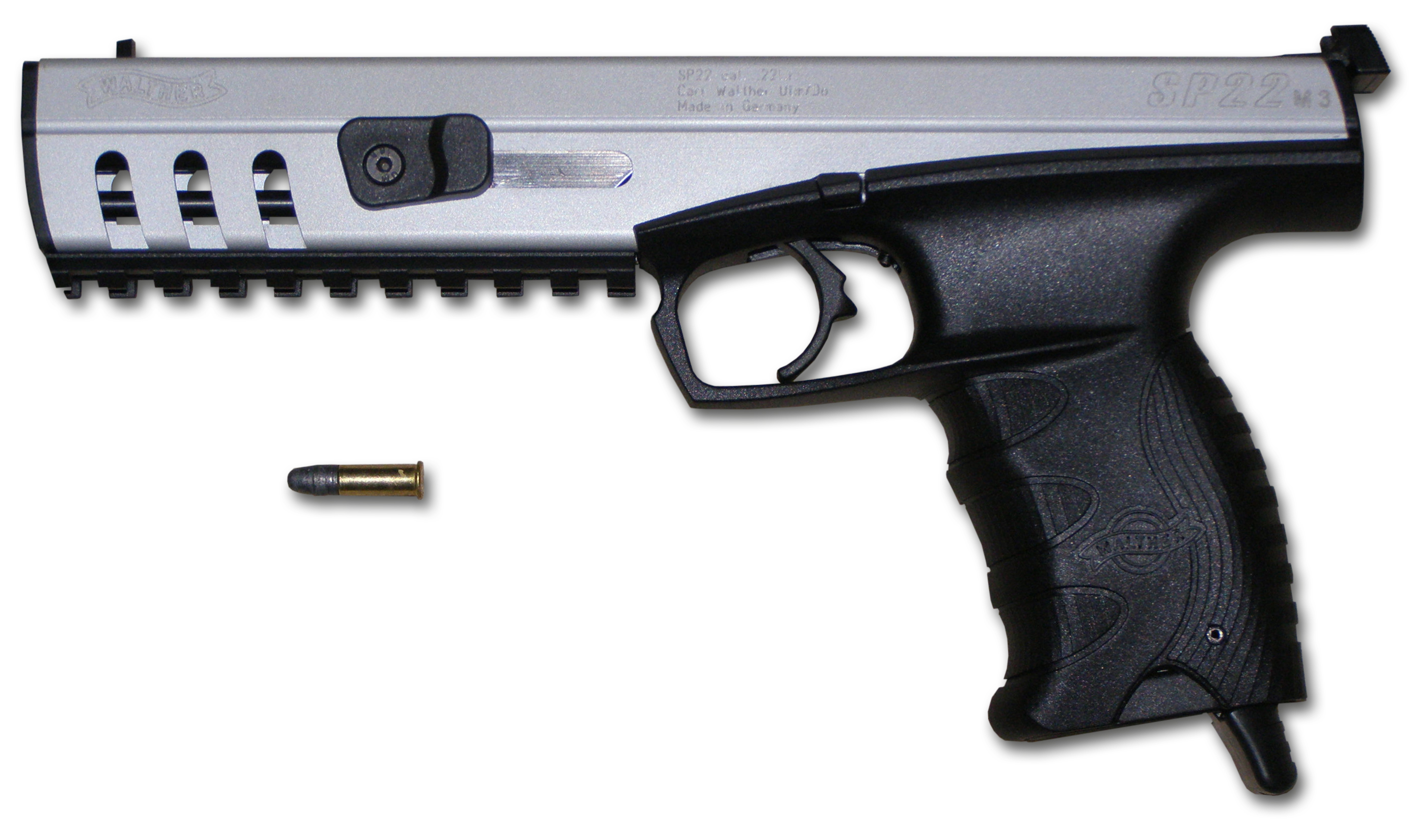
Walther SP22

Nel 2007 viene commercializzata la Walther SP22, una pistola sportiva per tiratori juoniores. Negli USA il calibro ricade nelle „Plinking Pistols“, per il tiro informale.

### Walther PK380

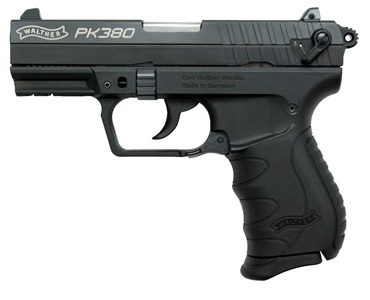
Walther PK380

Nel 2008 viene commercializzata la Walther PK380 ha calibro .380 ACP, il disegno è molto simile a quello della .22 LR Walther P22.

### Walther PPQ

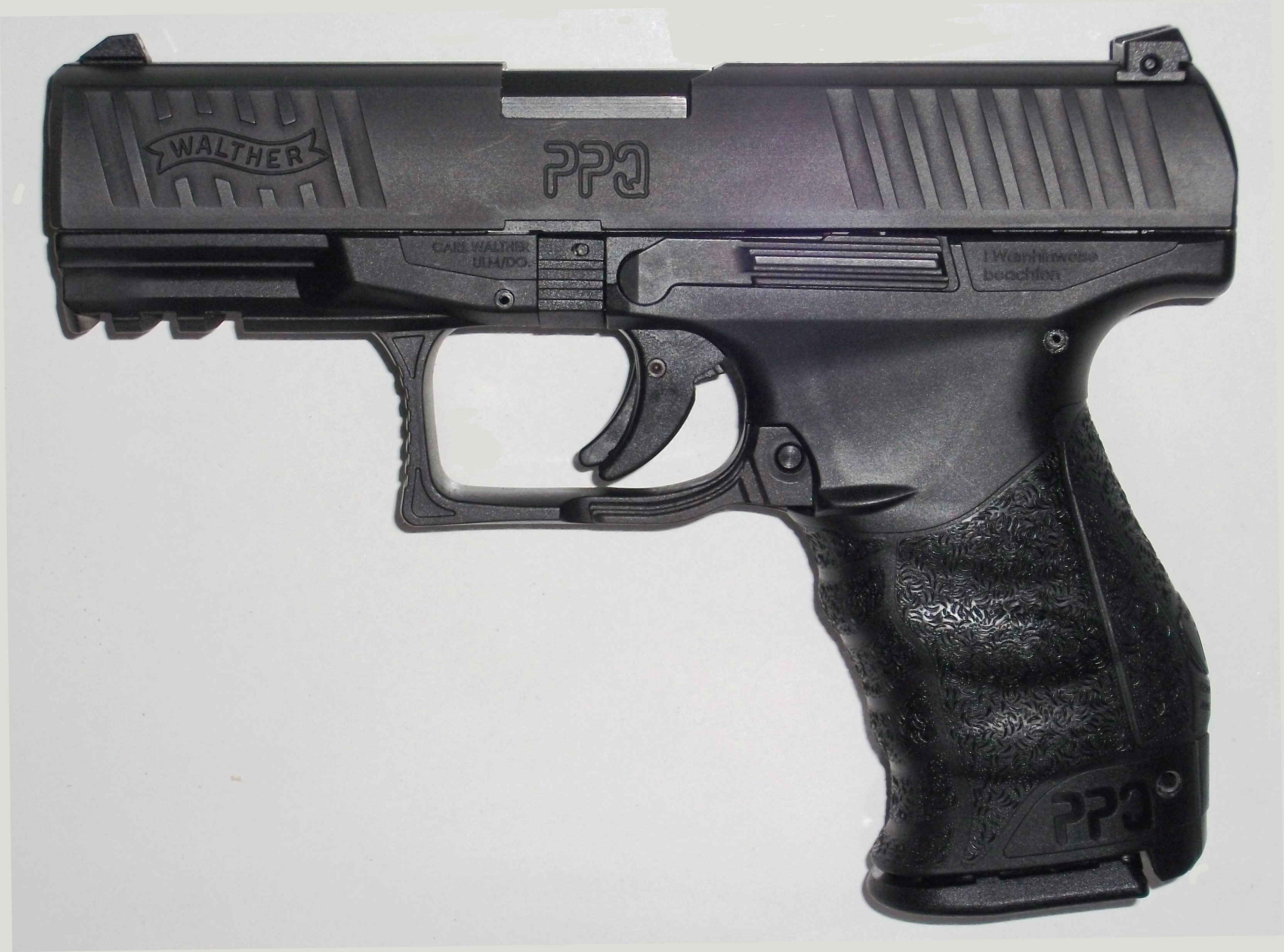
Walther PPQ

La Walther PPQ è una pistola presentata nel 2011. Il nome del modello è l'acronimo di Polizei Pistole Quickdefense. Sviluppata dalla casa Carl Walther GmbH Sportwaffen per compiti di polizia, forze di sicurezza e tiro sportivo. È disponibile sia in calibro 9 × 19 mm Parabellum (9 × 21 mm IMI ove la legge non permetta il Parabellum) che in calibro .40 S&W.

### Walther PPX
Nel 2013 è messa sul mercato la Walther PPX. È disponibile sia in calibro 9 × 19 mm Parabellum (9 × 21 mm IMI ove la legge non permetta il Parabellum) che in calibro .40 S&W.

### Walther CCP
In marzo 2014 la Carl Walther GmbH presenta la Walther CCP (Concealed Carry Pistol). La CCP ha un caricatore di 8 colpi calibro 9 x 19 mm.

## Pistole di segnale
Storico è il brevetto (Reichspatent Nr. 506011) di Fritz Walther risalente al 1926 per la realizzazione di pistole di segnale ad uso civile e militare.

### Perfecta
La Carl Walther fu nota anche per le idee innovative dei suoi dipendenti come le armi a gas ideate da Walter Riem nel 1937 (Schreckschuss-/Gaspistole) a nome "Perfecta".

## Pistole ad aria Walther
Oltre alle pistole a marchio Walther vengono prodotte serie anche per altri marchi come Feinwerkbau, Gehmann, Morini, Röhm o Steyr Mannlicher.

## Pistole d'addestramento Walther
Per l'addestramento dei corpi di Polizia e militari sono prodotte pistole inerti come la "Walther P99 RAM" ("Real Action Maker"). Tale pistola viene usata anche come arma da simulazione per difesa personale. Il realismo ottenuto è notevole con la sicurezza del calibro .43 (11 mm). Elimina anche il dannoso rumore, per l'udito, nei poligoni di tiro con calibri veri.

## Produzione
Nel 1858 Carl Wilhelm Walther di Zella St. Blasii fonda la Firma che produce bussolotti per tiro a segno e il figlio di Carl Wilhelm Walther iniziò a sviluppare pistole automatiche nel 1908.
La prima produzione avvenne a Zella-Mehlis. Nel 1918 la produzione fu interrotta causa la prima guerra mondiale e ripresa nel 1920, dopo solo 18 mesi di stasi. Venne creata una fabbrica in Turingia, fino al 1936 vennero prodotte un milione di pistole Walther.
Durante la seconda guerra mondiale Walther produsse sotto la pressante richiesta bellica. La Walther-Werk produsse anche Hamburg Harburg e Wasungen, fino al 1945 circa 1,5 milioni di armi.
Prima della regolamentazioni del mercato delle armi in Germania dopo la guerra, la Walther si occupò principalmente di pistole sportive come la „Walther Olympia“ fatte dalla svizzera Hämmerli e la produzione delle „Walther PP“ e „Walther PPK“ alla francese Manurhin (Manufacture du Machines du Haut-Rhin) di Mülhausen su licenza. Dall'agosto 1945 a Zella-Mehlis, vennero prodotte solo parti di arma e uscì più tardi ala pistola numero 1001. Più tardi al produzione venne spostata a Suhl, e con produzione non a marchio Walther. Dal 1953 la Walther venne rifondata come „Carl Walther Waffenfabrik“ a Ulm.
Nel 1993 il 90 % della Walther diventa della „P.W. Interarms GmbH & Co. KG“, Dortmund, una consociata della „UMAREX Sportwaffen GmbH & Co. KG“, del gruppo „UMAREX Corporate Group“.
Modelli come PPK, PPK/S e SP22, sono concepiti specialmente per il mercato americano, e anche i modelli PPS, P99 e P22 a marchio „Walther America“, attraverso la „Smith & Wesson“. La „Walther PPK/E“ viene anche prodotta da Fégarmy in Ungheria.